# Adrian Nalați
Adrian Nalați (n. 21 mai 1983, Bistrița, Bistrița-Năsăud, România) este un fotbalist român care a evoluat la echipele Gloria Bistrița, Pandurii Târgu Jiu, CSM Iași pe postul de mijlocaș.

## Carieră
Primul meci susținut pentru Pandurii Târgu Jiu în Liga I a avut loc pe 16 august 2008, un meci pierdut împotriva echipei FC Brașov.